# Émile Henriot (chimiste)
Pour les articles homonymes, voir Émile Henriot.
Émile Jean Charles Henriot (né le 2 juillet 1885 et mort le 1er février 1961 à Uccle en Belgique) est un physicien et chimiste français renommé pour avoir démontré la radioactivité du potassium et du rubidium dans leur état naturel. Il était professeur de sciences physiques à l'Université libre de Bruxelles. Après la Première guerre mondiale, il a été nommé secrétaire du Conseil international scientifique Solvay.

## Biographie
En 1912, il obtient son doctorat en physique à la Sorbonne, sous l'égide de Marie Curie. Il a recherché des méthodes permettant de générer des vitesses angulaires extrêmement élevées, et a constaté que, convenablement positionnés, des jets d'air pouvaient être utilisés pour atteindre de très grandes vitesses. Cette technique fut utilisée par la suite pour construire des ultracentrifugeuses. Henriot a été un pionnier dans l'étude du microscope électronique. Il a également étudié la biréfringence. Il a aussi travaillé sur les vibrations moléculaires. Il est nommé correspondant de l'Académie des sciences le 24 mars 1947 dans le département de physique générale.